# Sławomir Kowal

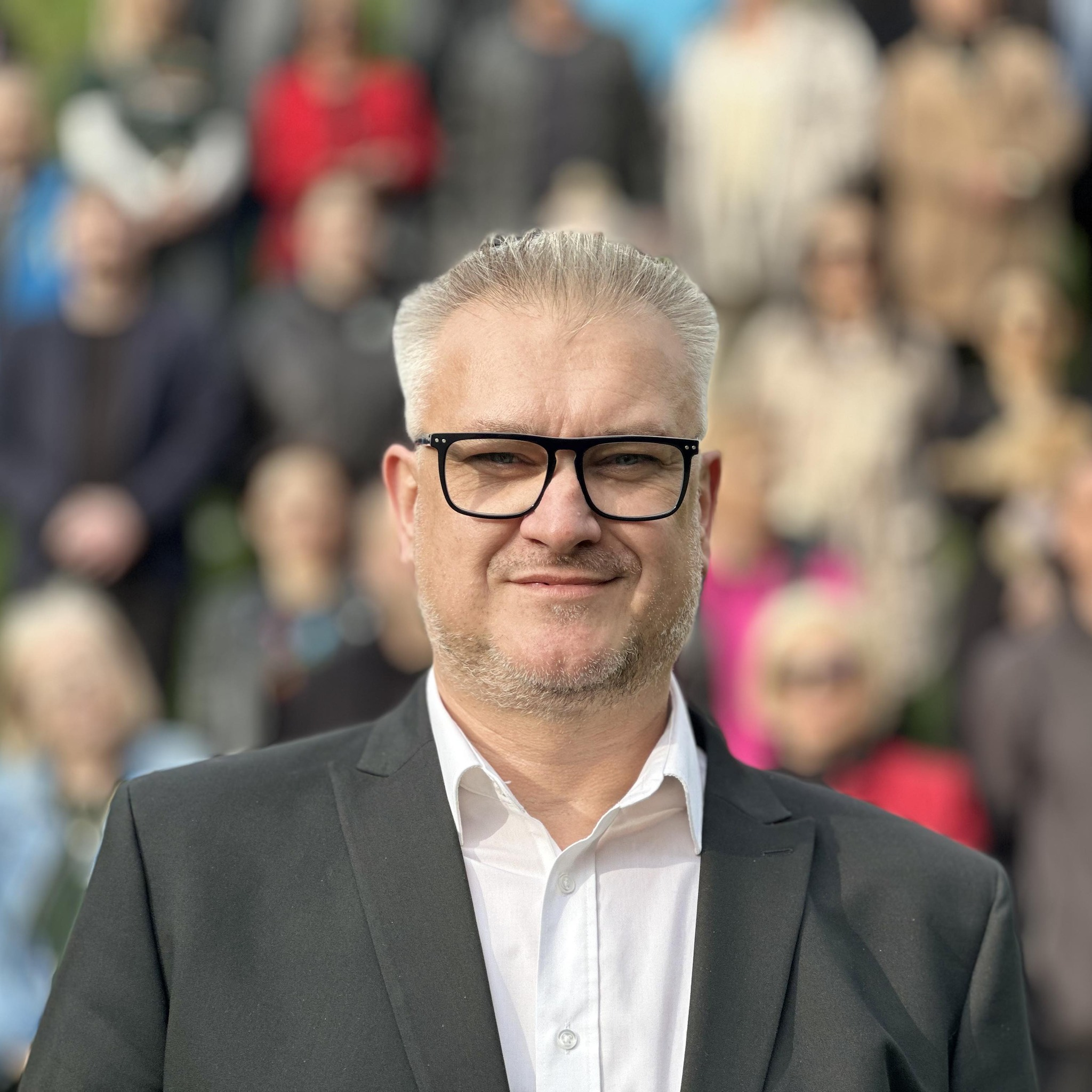
Sławomir Kowal

Sławomir Jan Kowal (ur. 6 kwietnia 1972 w Żaganiu) – polski samorządowiec i przedsiębiorca, burmistrz Żagania w latach 2002–2013 i ponownie od 2024, przewodniczący rady miasta Żagań od 27 maja do 14 czerwca 2013, od 2014 do 2024 radny sejmiku lubuskiego. Menedżer, twórca zmian sposobu zarządzania w gospodarce komunalnej. Ekspert dla programów Samorządowej Polski oraz programów innowacyjnych FinTech i OZE.

## Życiorys
Absolwent Politechniki Zielonogórskiej, ukończył studia z zakresu zarządzania strategicznego. Audytor kontroli finansowej. Ukończył także studia MBA. Pracę zaczynał od stażu w PKO Bank Polski S.A. w Żaganiu; potem był dysponentem, naczelnikiem do spraw sprzedaży, a od kwietnia 2002 piastował stanowisko kierownika oddziału Banku Spółdzielczego w Żaganiu. Pełnił także funkcję prezesa klubu sportowego Czarni Żagań. Założyciel kilku miejskich – lokalnych stowarzyszeń punktów (Miasto Bez Granic, Centrum Informacji Turystycznej, Gospodarczej). Inicjator Żagańskiej Strefy Gospodarczej, produktów turystycznych (KEPLER, GREAT ESCAPE, Offroad, Wieży widokowej). Jest założycielem oraz członkiem zarządu Krajowej Izby Klastrów Energii – organizacji samorządu gospodarczego, reprezentującej interesy gospodarcze zrzeszonych w niej podmiotów, przedsiębiorców i ich związków, w szczególności funkcjonujących w ramach klastrów energii.
W wyborach samorządowych w 2002, startując z ramienia Polskiego Stronnictwa Ludowego, wygrał wybory na burmistrza w drugiej turze, zdobywając 4195 głosów z 6231 ważnych. W wyborach w 2006 ponownie objął urząd burmistrza (z ramienia lokalnego komitetu), uzyskując 71% poparcia. W tych samych wyborach kandydował również do  sejmiku województwa lubuskiego z listy Platformy Obywatelskiej. W wyborach w 2010 po raz kolejny uzyskał reelekcję (ponownie z ramienia lokalnego komitetu), otrzymując w drugiej turze 63,09% głosów. W tych samych wyborach kandydował także do sejmiku z listy Krajowej Partii Emerytów i Rencistów, która nie osiągnęła progu wyborczego. Został odwołany z pełnienia funkcji burmistrza wraz z radą miasta w referendum przeprowadzonym w Żaganiu 17 lutego 2013. Wystartował jednak na burmistrza w przedterminowych wyborach, reprezentując Stronnictwo Demokratyczne. W pierwszej turze uzyskał najlepszy wynik i przeszedł do drugiej tury. Ponadto z listy SD uzyskał mandat w radzie miasta, której 27 maja 2013 został przewodniczącym. W drugiej turze wyborów na burmistrza otrzymał 37,5% głosów, przegrywając wybory . 
Z mandatu radnego zrezygnował w następnym miesiącu. W wyborach w 2014 uzyskał mandat radnego sejmiku województwa z listy komitetu Lepsze Lubuskie, zastępując Wadima Tyszkiewicza, który nie objął mandatu radnego, w związku z wyborem na prezydenta Nowej Soli. W marcu 2016 został sekretarzem współtworzonego przez stowarzyszenie LL klubu radnych Bezpartyjni Samorządowcy. W wyborach w 2018 uzyskał reelekcję, zostając wiceprzewodniczącym, a następnie przewodniczącym klubu BS. W wyniku wyborów w 2024 powrócił na urząd burmistrza Żagania, startując z własnego komitetu i uzyskując w drugiej turze 61% głosów.

## Życie prywatne
Jest żonaty z Adrianą, ma córkę Dominikę.